# Obo Addy
Obo Addy (15 de enero de 1936 – 13 de septiembre de 2012) fue un baterista y bailarín de Ghana que fue uno de los primeros músicos nativos africanos en llevar la fusión de la música popular tradicional y la música pop occidental conocida como worldbeat a Europa y luego al Noroeste del Pacífico de los Estados Unidos a finales de 1970. Él fue profesor de música en el Lewis & Clark College en Portland, Oregón.

## Biografía
Addy nació en el seno del grupo étnico Ga en Acra, capital de Ghana. Fue uno de los 55 hijos de Jacob Kpani Addy, un wonche o curandero que integra música rítmica en la curación y otros rituales. La primera influencia musical de Obo Addy fue la música tradicional del pueblo Ga, pero él también fue influenciado en su adolescencia por la música popular de Europa y Estados Unidos, y ha actuado en bandas locales que tocaban música occidentalizada y música de baile de Ghana llamado highlife.
Addy fue contratado por el Consejo de las Artes de Ghana en 1969, y presentó su nativa música Ga tradicional en los Juegos Olímpicos de Múnich 1972 en Alemania. Se trasladó a Londres, Inglaterra, y comenzó a viajar por Europa. En 1978 se mudó a Portland, Oregón, en los Estados Unidos, donde fue profesor en Lewis & Clark College. También dirigió talleres semanales de percusión en el Lincoln High School de Portland.
Después de una larga batalla con el cáncer de hígado, Addy murió el 13 de septiembre de 2012.

## Álbumes
- AfieyeOkropong (Alula Records)
- Wonche Bi (Alula Records)
- Let Me Play My Drums (Burnside Records)
- The Rhythm Of Which A Chief Walks Gracefully (Earthbeat Records)
- Okropong (Santrofi Records)
- Obo (Avocet 1984)